# Trichomasthus angustifrons
Trichomasthus angustifrons är en stekelart som beskrevs av Trjapitzin 1964. Trichomasthus angustifrons ingår i släktet Trichomasthus och familjen sköldlussteklar. Inga underarter finns listade i Catalogue of Life.